# Grenadjär

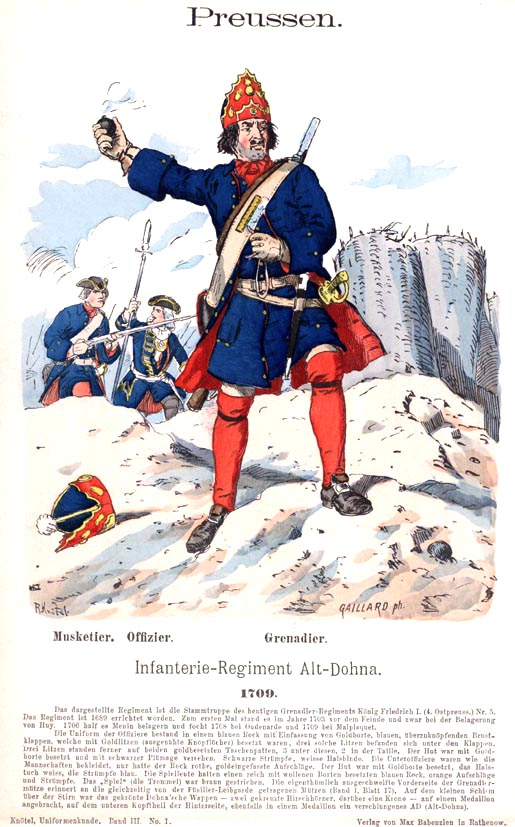
Preussiska grenadjärer från Infanterie-Regiment Alt-Dohna 1709.

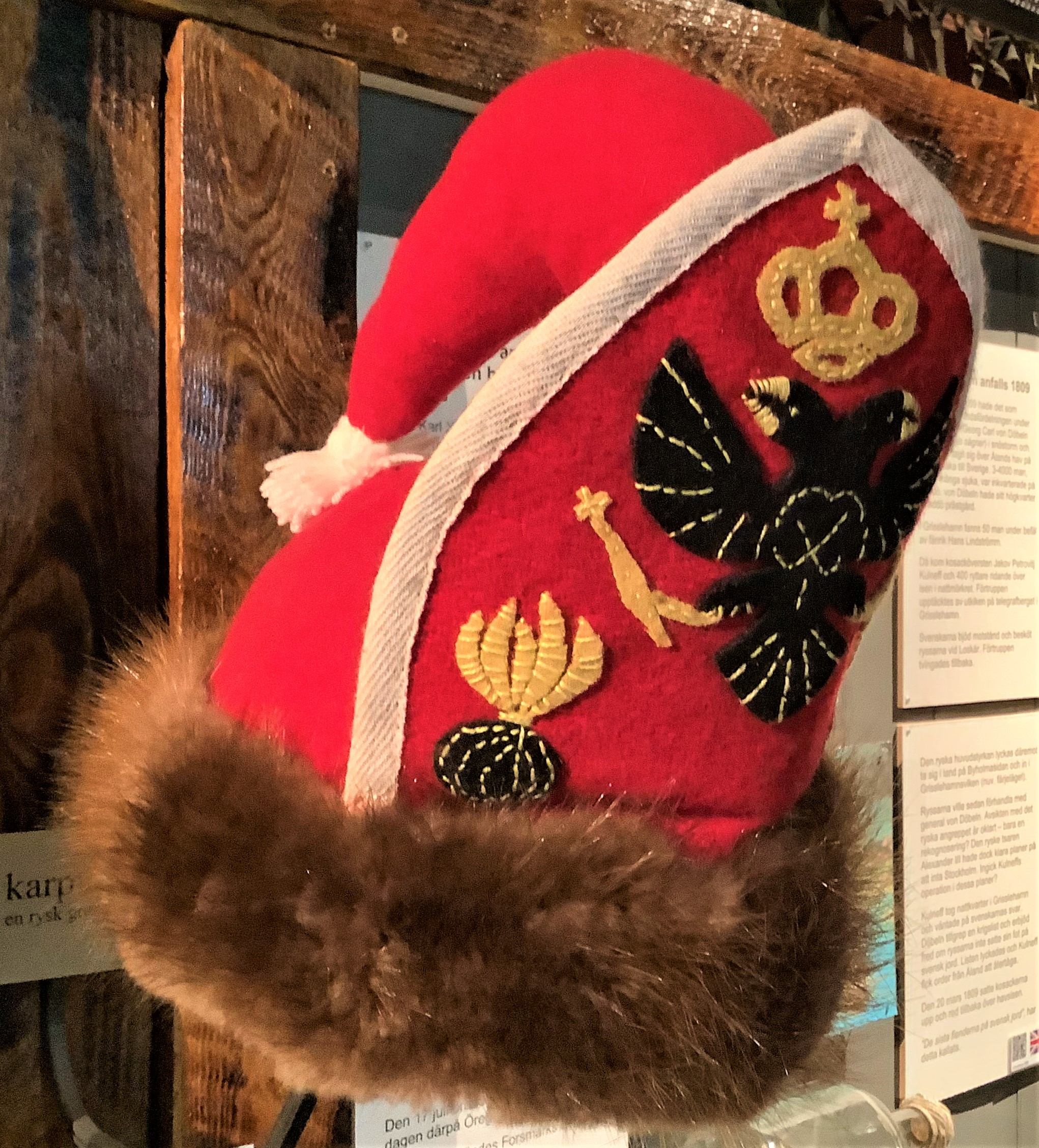
Replika av en rysk grenadjärmössa från omkring 1719 på Roslagens sjöfartsmuseum.

En grenadjär var ursprungligen en soldat som vid strid hade till uppgift att kasta handgranater (fr. grenade). Förbanden sattes först upp inom den franska armén under senare halvan av 1600-talet. Senare försvann handgranaten som vapen, och titeln var uteslutande ett tecken på att ett infanteriförband höll hög kvalitet. Ytterligare utveckling ledde fram till att även skillnaden i träning och utrustning försvann, och i modern tid används titeln grenadjärförband endast för vissa enheter av historiska skäl. Undantag utgör så kallade pansargrenadjärer.

## Grenadjärförband inom den franska armén
De första grenadjärerna lär ha uppsatts av svenske generalen Lars Kagg vid försvaret av Regensburg 1634 genom uttagande av frivilliga ur infanteriet. Ludvig XIV gav 1667 varje kompani 4 grenadjärer, men dessa förenades 1670 regementsvis och senare bataljonsvis till ett kompani. Handgranaterna bortlades och grenadjärerna, som uttogs bland det starkaste och bästa folket, tjänstgjorde såsom en elittrupp och uppställdes på flyglarna. De infördes småningom i de flesta andra arméer. På slagfältet sammanfördes grenadjärkompanierna till särskilda bataljoner, vilka insattes, där största kraften erfordrades. Efter sjuårskriget (1756-1763) bibehölls deras indelning i bataljoner, och särskilda grenadjärregementen uppsattes till och med, varefter skillnaden mellan grenadjärer och annat infanteri helt och hållet försvann. Grenadjärerna fortlevde dock i Frankrike ännu efter Napoleon I:s tid, då de tillika med de s.k. voltigörerna (voltigeurs) utgjordes av utvalt manskap. Varje bataljons grenadjärkompani hade sin plats på högra flygeln. De utbyttes under Napoleon III mot soldater av första klass, vilka fördelades på alla kompanierna. De vid 1900-talets början förekommande grenadjärregementena var likställda med övrigt infanteri.

## Grenadjärer i Sverige

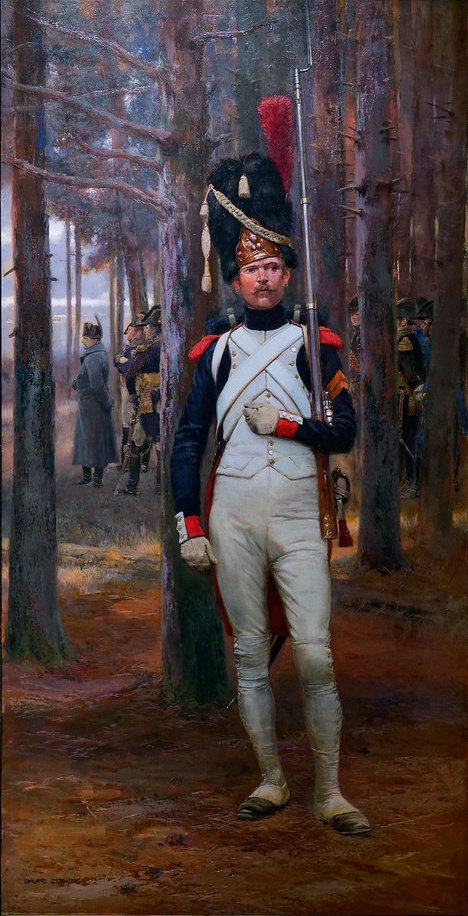
Fransk gardesgrenadjär från Napoleonkrigen.

I Sverige förekom grenadjärer redan under Karl XI:s tid. Sådana uttogs under hela 1700-talet till ett antal av först 12, senare 15 och slutligen 18 ur varje kompani och förenades bataljonsvis till en pluton eller för hela regementet till en "division". De skulle vara minst tre alnar långa och av ståtligt utseende. De bar höga, spetsiga grenadjärmössor av styvt läder eller av kläde. Framtill var de försedda med en cisilerad mässingsplåt eller med en front som var broderad. Det förekom även grenadjärmössor klädda med björnskinn som tex Änkedrottningens livregemente i Pommern år 1702.
Karl XII:s grenadjärbataljon existerade 1716-1719 innan den upplöstes och införlivades med Livgardet. 
I svenska armén fanns under 1900-talet grenadjärnamnet bevarat för vissa regementen: Livregementets grenadjärer (1904–2000), Första livgrenadjärregementet (1816–1927) och Andra livgrenadjärregementet (1816–1927), Livgrenadjärregementet (1928–1997), Karlskrona grenadjärregemente (1902–1939) och Vaxholms grenadjärregemente (1902–1939), Grenadjärbataljonen vid Markstridsskolan (1999–2000). Sedan 2006 finns ett kompani vid Skaraborgs regementes (P 4) detachement i Kvarn utanför Motala (Borensberg), benämnt Grenadjärkompaniet, vilket utbildar pansarskyttesoldater samt insatssoldater och brigadspaningssoldater.
Vid Svea livgarde och Göta livgarde användes av Karl XIV Johan anskaffade grenadjärmössor av björnskinn, vilka var av fransk modell från Napoleon I:s tid. Dessa används ännu idag vid Livgardet för paradstrykan grenadjärvakt.

## Grenadjärer till häst
Grenadjärer till häst uppsattes 1676 i franska armén och utgjorde ett med skanstyg försett, beridet kompani, som huvudsakligen hade till uppgift att förbättra vägar. Dylika kompanier förekom även i "den store kurfurstens" armé och i den österrikiska på 1700-talet, men försvann snart överallt. De dök senare åter upp ehuru under annan benämning, i de i några arméer inrättade pionjäravdelningarna vid kavalleriet. De i preussiska och ryska arméerna vid 1900-talets början förekommande grenadjärregementena till häst var i själva verket dragoner.

## Volksgrenadier
Beteckningen "grenadjär" förekom i Tysklands armé under andra världskriget då infanteriförband kallades "grenadjär" främst av moraliska/psykologiska anledningar. Se Volksgrenadier-division. 

## Galleri

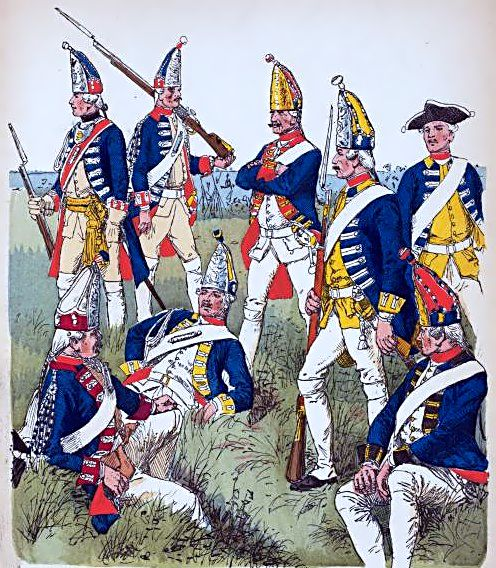
Ryska grenadjärer och musketerare 1762.
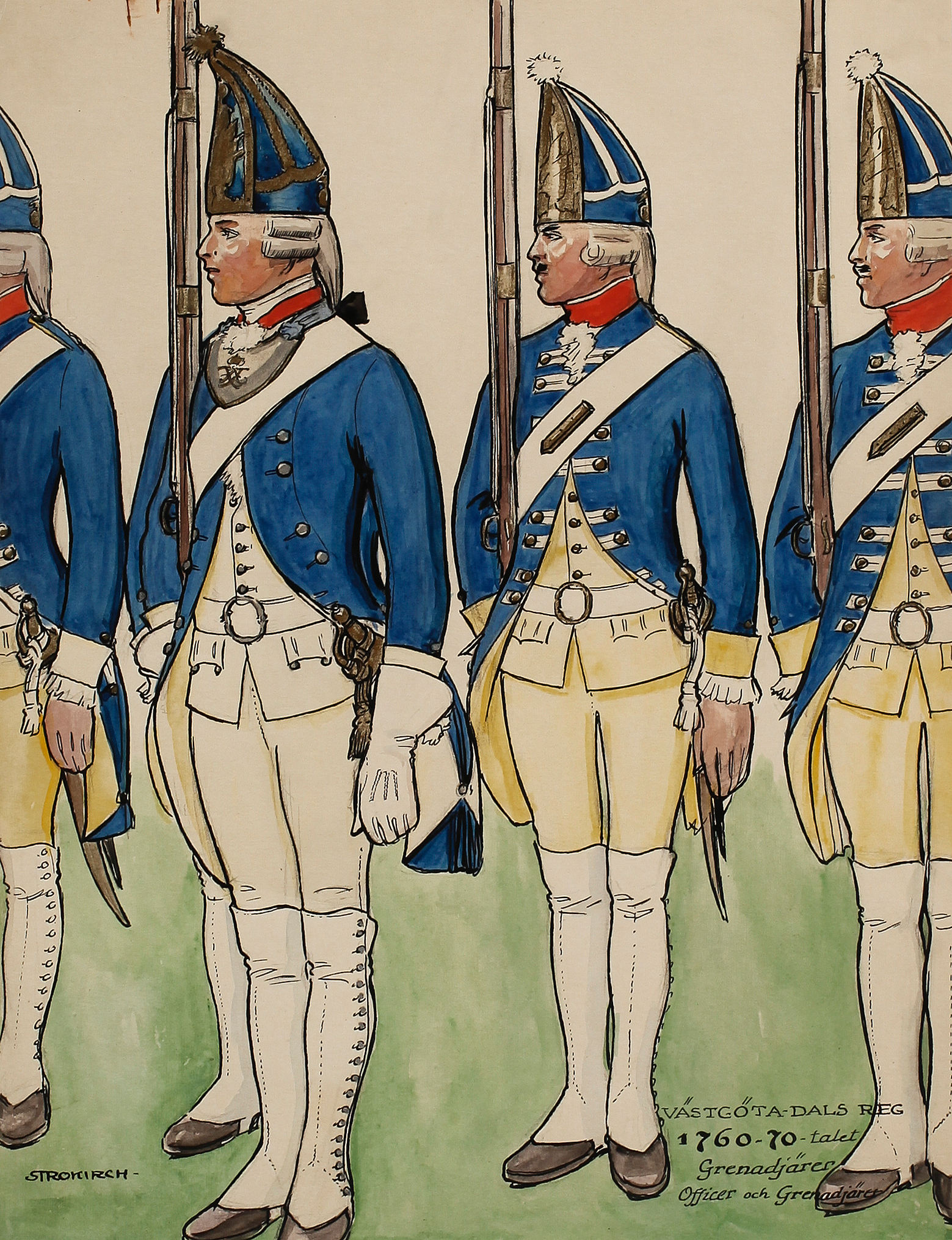
Svenska grenadjärer vid Västgöta-Dals regemente, 1760-tal.
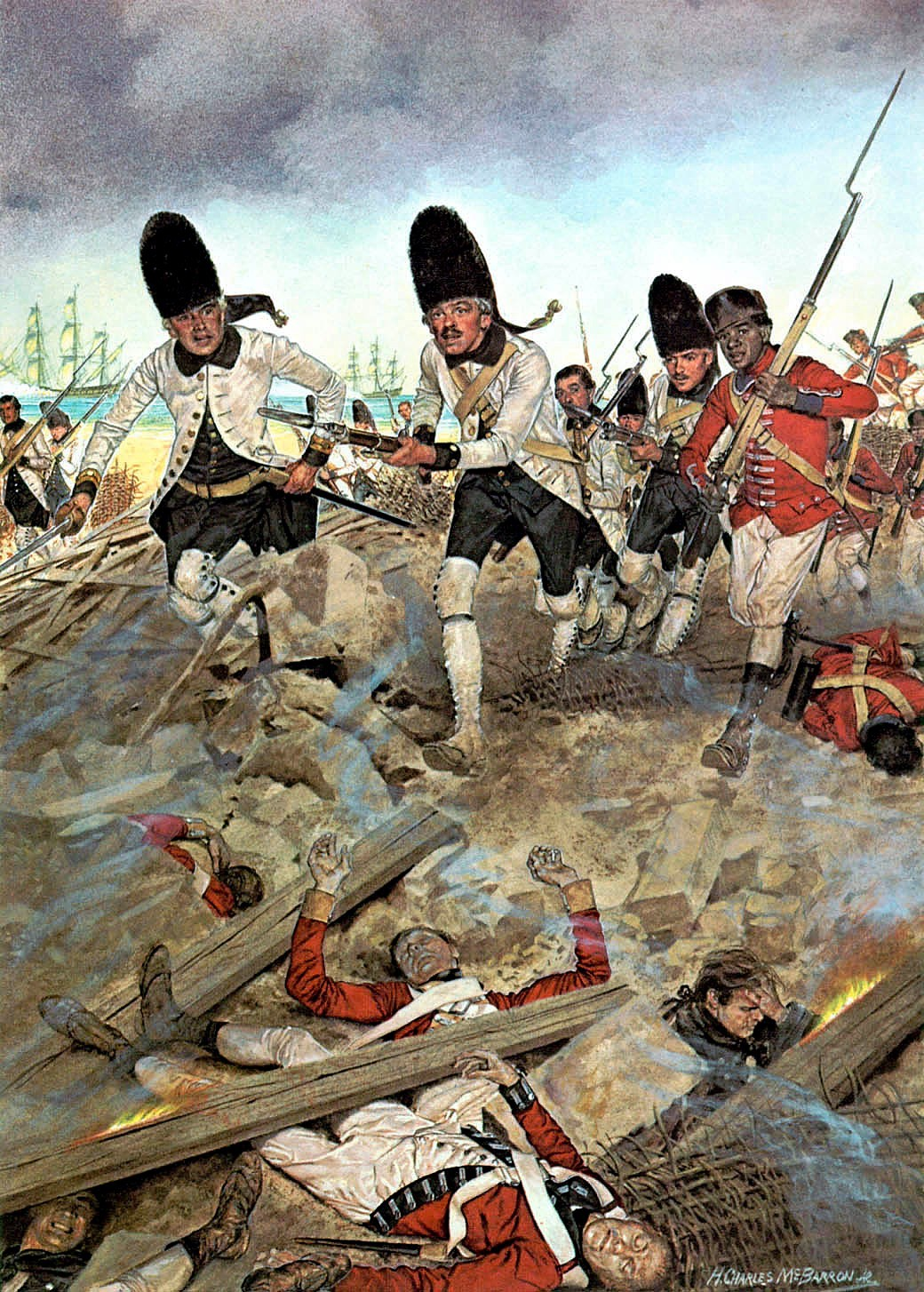
Spanska grenadjärer och kubansk milis stormar de brittiska ställningarna under slaget om Pesnacola 1781.
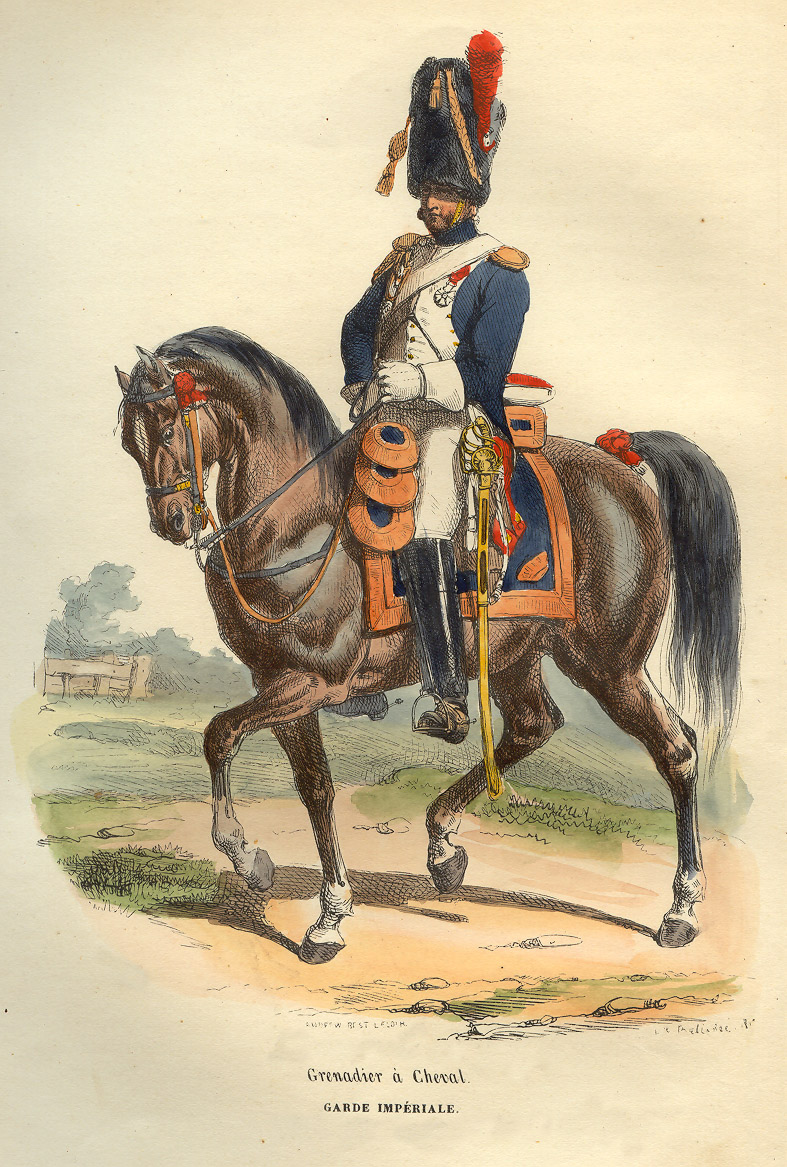
Fransk hästgrenadjär vid Napoleon I:s garde.
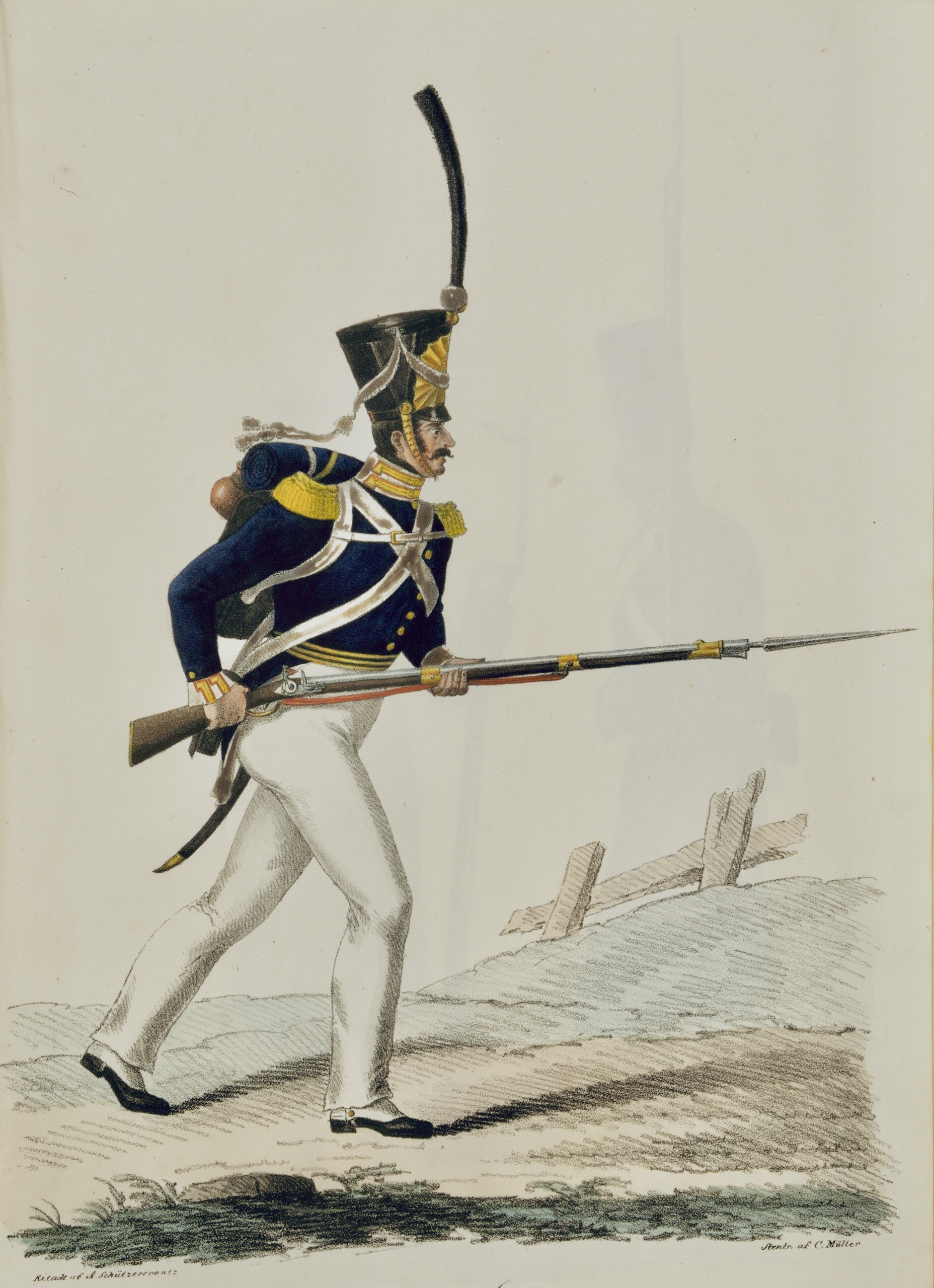
Uniform för Livregementets grenadjärkår, cirka 1825.
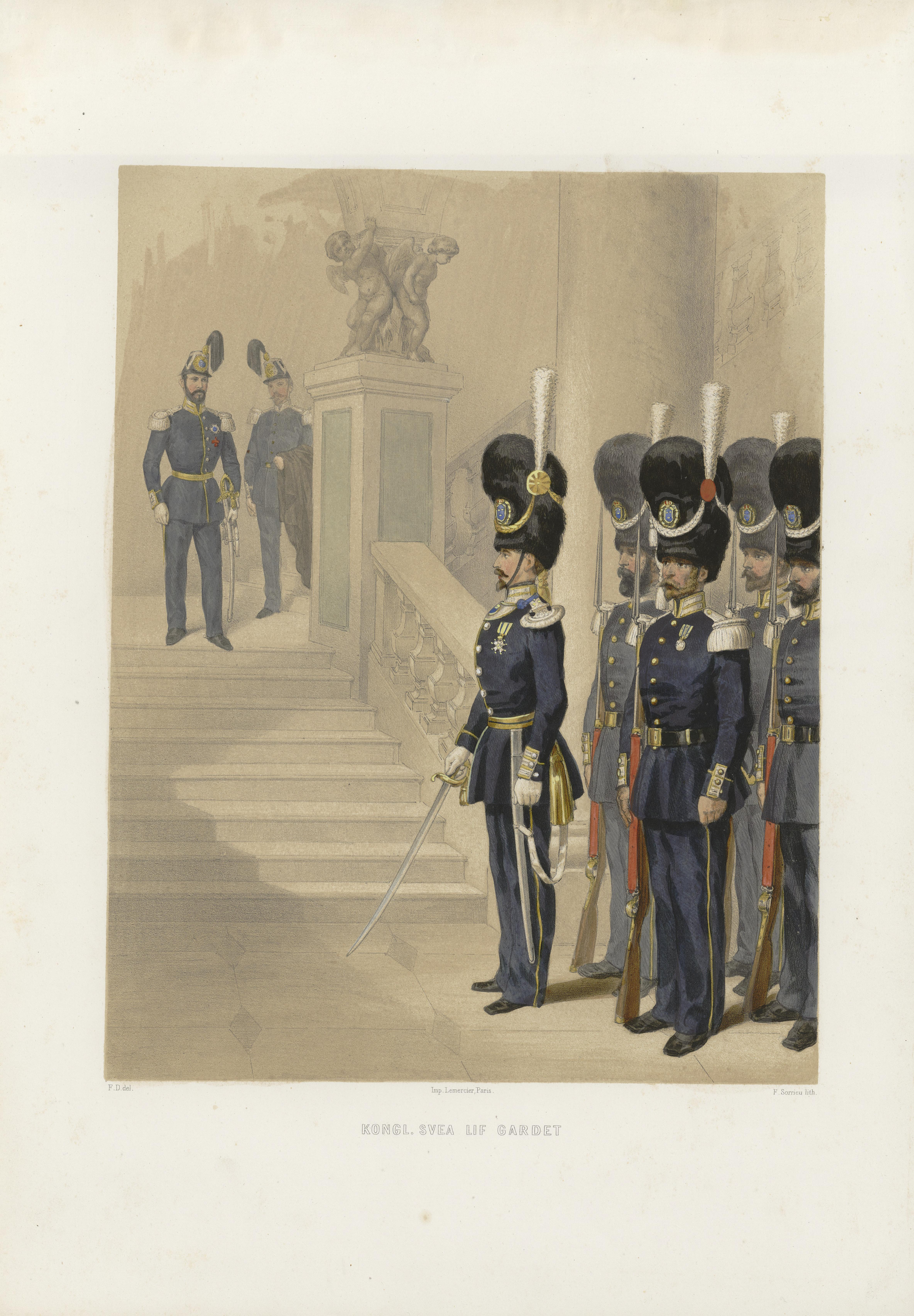
Grenadjärer ur Svea livgarde vid 1860-talets mitt. Litografi efter en originalteckning av Fritz von Dardel.
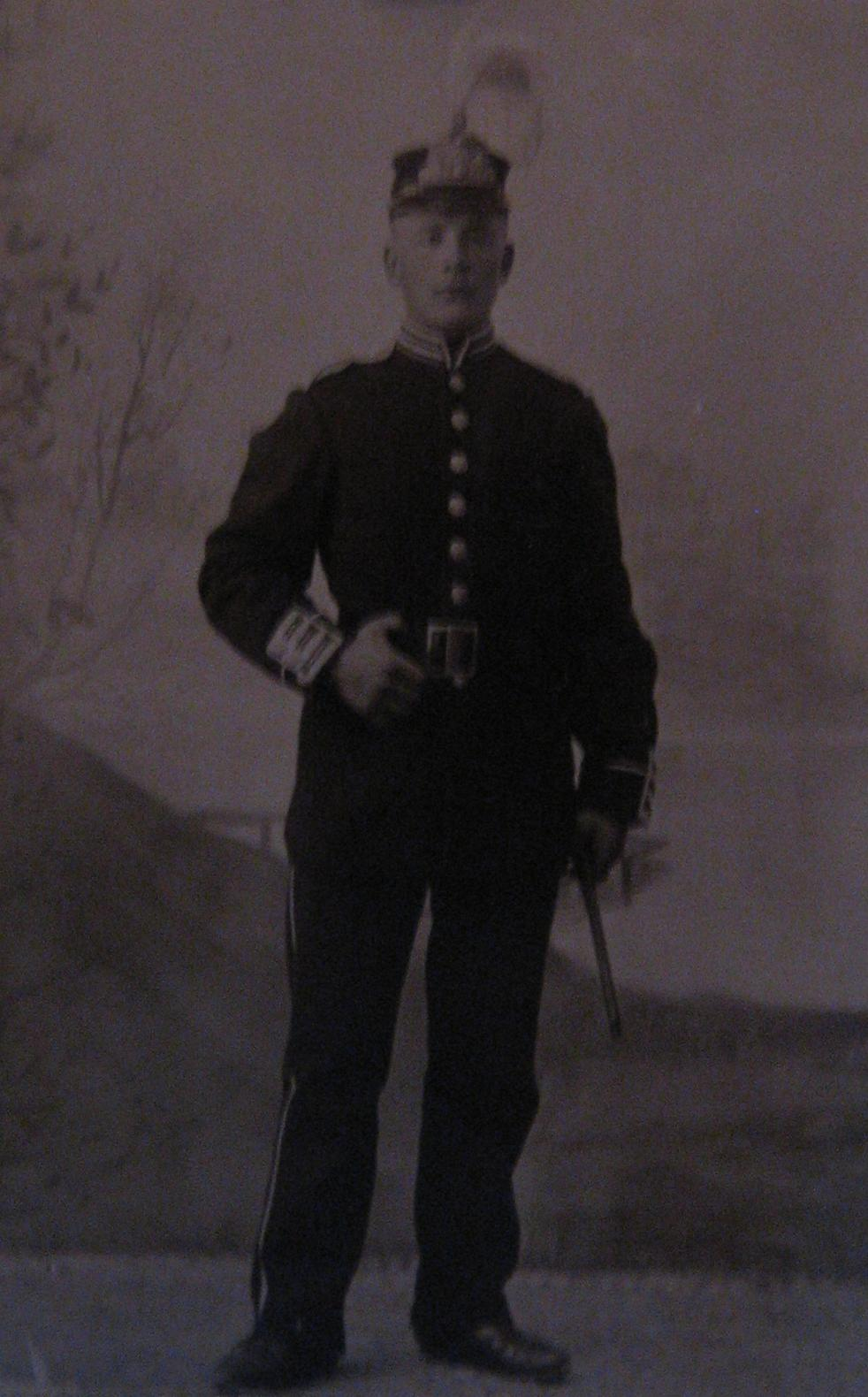
Menig vid Livregementets grenadjärer, ca 1898.
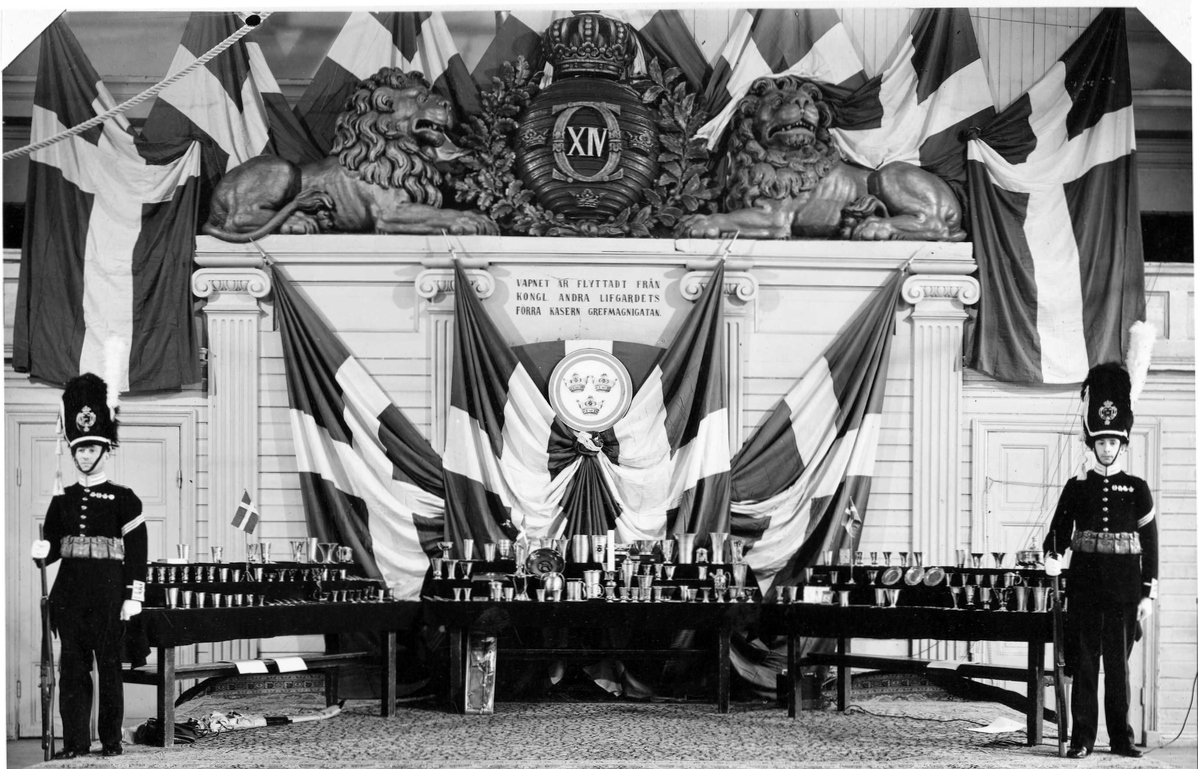
Grenadjärvakt ur Göta livgarde i grenadjärmössa m/1823-1824 uppställd vid regementets lejongrupp.